# Паоло ди Джовани Феи
Паоло ди Джовани Феи (на италиански: Paolo di Giovanni Fei; * ок. 1345 г. в Сиена, Сиенска република, † 1411 пак там) е италиански художник, принадлежащ към Сиенската школа и към готиката на XIV век – Трече́нто.
Той е преоткрит през 20 век и това се дължи на известния изследовател на италианската живопис Бернард Бернсон. Бернсон съставя и първия каталог от произведения на художника; впоследствие той е редактиран от Майкъл Малори в неговата монография за художника, излезла през 1976 г. Паоло ди Джованни Феи е известен художник от сиенската готика през втората половина на XIV век.

## Биография
Точната дата на неговото раждане е неизвестна. В Сиена той идва от Сан Куирико. Съдейки по документите, Паоло прави кариера не само като известен художник, получаващ пристижни поръчки, но и като държавен деятел: съгласно архивните данни през 1369 г. той е член на Съвета на република, и впоследствие заема няколко административни длъжности в сиенското правителство. Такава практика в Сиена има и през втората половина на XIV век и тя е доста разпространена: художниците често стават републикански чиновници, като напр. Андреа Вани и Липо Вани, или работят като дипломати, доколкото те често пътуват в други градове за изпълнение на заповеди, като представляват сиенското правителство.
По всяка вероятност художника умира скоро след 1410 г.

## Творчество
От 1381 г. датира най-ранната му творба – голямата олтарна картина „Рождество на Мария“ (Сиена, Национална пинакотека). През 1389 г. неговото име е в регистъра на сиенските художници. От 1395 до 1410 г. името на Паоло ди Джовани Феи нееднократно се появява в архивните документи, свързани с поръчки за Сиенската катедрала.
Изследователите отбелязват, че творчеството на Паоло отчасти е в зависимост от маниера на Бартоло ди Фреди, но най-силно влияние върху него оказва сиенската традиция от първата половина на XIV век – изкуството на Симоне Мартини и братя Амброджо и Пиетро Лоренцети. Сред достигналото до наши дни художествено наследство от Паоло ди Джовани Феи особено изпъкват два големи олтарни образа – „Рождество на Мария“ (Сиена, национална пинакотека) и „Въведение на Мария в храма“ (Вашингтон, Национална художествена галерия). Именно тези творби се считат за характерни, дори образцови за стила на твореца.
Творчеството на Паоло ди Джовани Феи оказа влияние на водещи сиенски художници от следващото поколение – Сасета и Джовани ди Паоло.

## Галерия
- Мадоната с Младенеца и ангели,.края на 14 век. Ермитаж, Санкт Петербург.
- Мадоната с Младенеца. 1370-те г. Музей на изкуството „Метрополитън“, Ню Йорк.
- Мадоната с младенеца, светци и ангели. 1385 – 90 г. Музей „Линденау“, Алтенбург.
- Мадона дел лате (кърмеща), ок. 1400. Сиена, Музей на катедралата.